# Widmo Brockenu

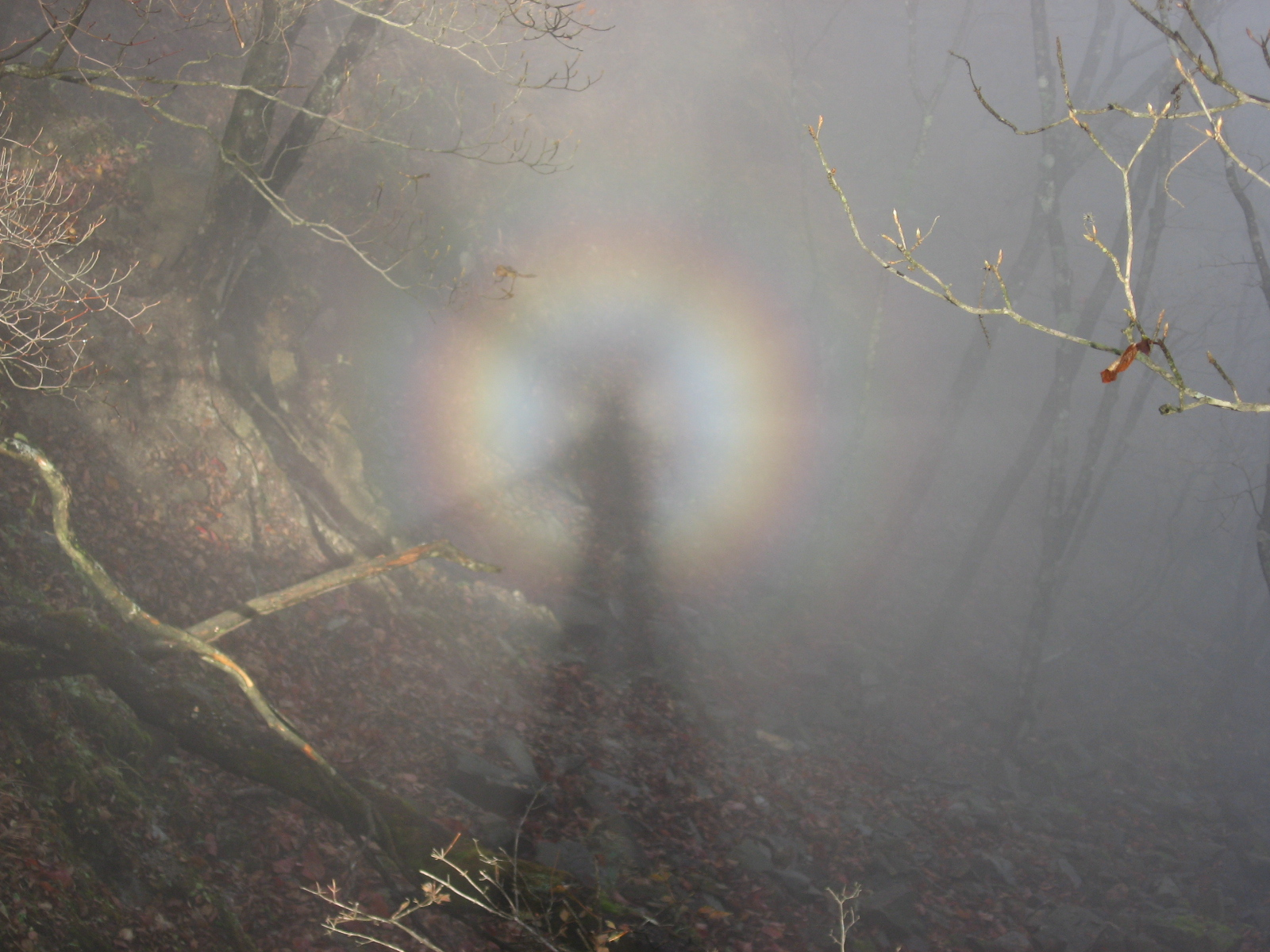
Widmo Brockenu (cień obserwatora) wraz z glorią (tęczowy pierścień)

Widmo Brockenu, zjawisko Brockenu, mamidło górskie – zjawisko optyczne spotykane między innymi w górach, polegające na zaobserwowaniu własnego cienia na chmurze znajdującej się poniżej obserwatora. Zdarza się, że cień obserwatora otoczony jest tęczową obwódką zwaną glorią.
Zjawisko obserwowane jest najczęściej w wyższych górach w warunkach, gdy obserwator znajduje się na linii pomiędzy słońcem a mgłą, która położona poniżej obserwatora rozprasza i odgrywa rolę ekranu. Zjawisko obserwowane w górach daje ponadto efekt pozornego powiększenia cienia obserwatora – projekcja naturalnej wielkości cienia obserwatora na tle oddalonych gór sprawia, iż wydaje się on powiększony.
Zjawisko nazywane „widmem Brockenu” po raz pierwszy opisał Johann Esaias Silberschlag w 1780. Nazwa zjawiska pochodzi od szczytu Brocken w górach Harz, gdzie było ono obserwowane.
Wśród taterników istnieje przesąd mówiący, że człowiek, który zobaczył widmo Brockenu, umrze w górach. Wymyślił go w 1925 i spopularyzował Jan Alfred Szczepański. Ujrzenie zjawiska po raz trzeci według tej legendy „odczynia urok” i szczęśliwiec może się czuć w górach bezpieczny po wsze czasy.
Analogiczne zjawisko jest dość powszechne dla obserwatorów znajdujących się na przykład w samolocie.

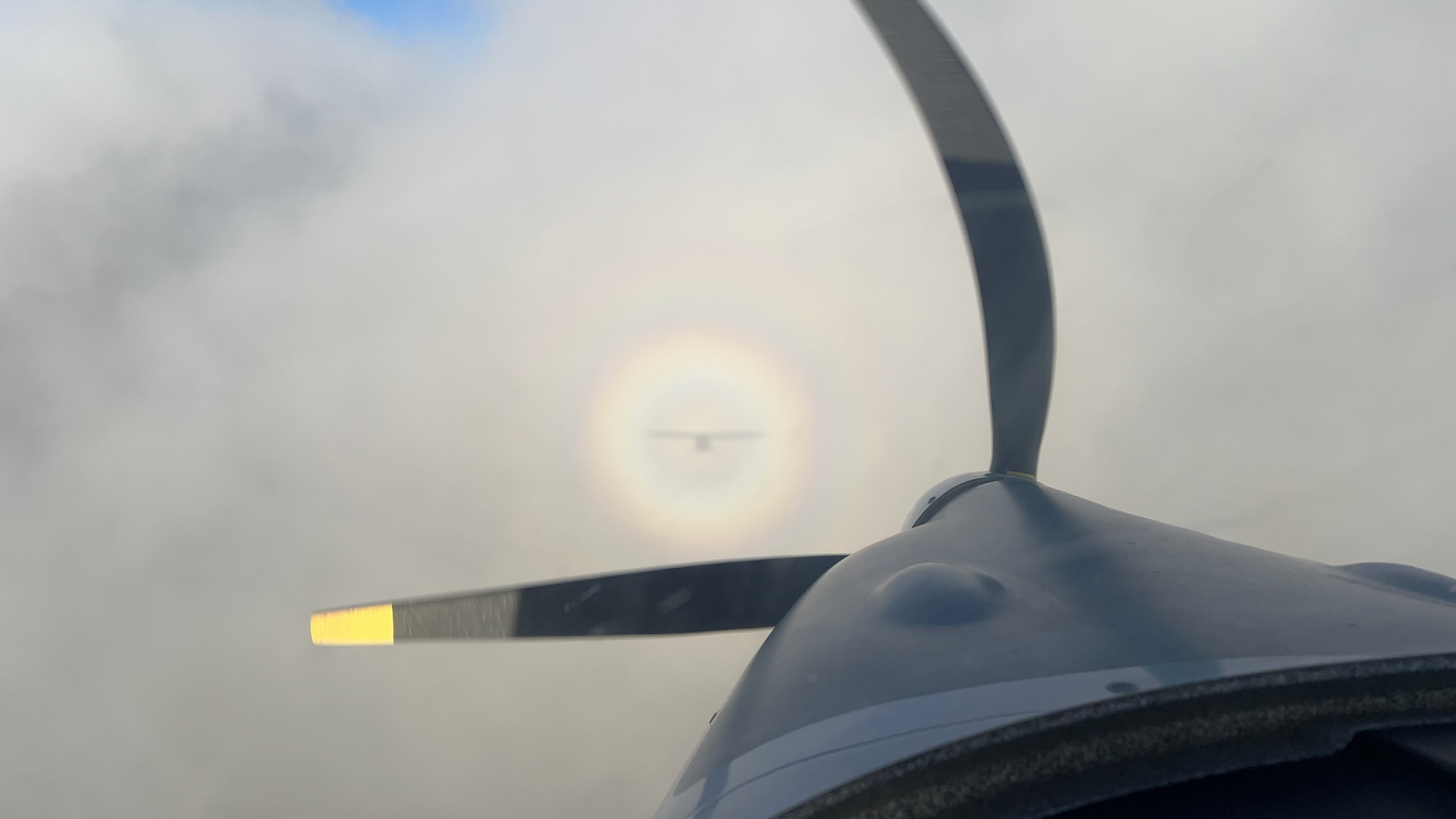
Widmo Brockenu obserwowane z samolotu.